# Feu (roman)
Pour les articles homonymes, voir Feu (homonymie).
Ne doit pas être confondu avec Le Feu.
Feu est un roman de Maria Pourchet paru le 18 août 2021 aux éditions Fayard.

## Historique

### Prix littéraires et ventes
Feu est inclus dans les premières sélections du prix Goncourt, du prix Renaudot, du prix Interallié, du prix de Flore et du prix Décembre en 2021. Le roman a remporté le prix Rive Gauche à Paris la même année.
Tiré initialement à 6 000 exemplaires, le roman, grâce à l'accueil positif de la presse, fait l'objet de six réimpressions pour un tirage de 40 000 exemplaires à la mi-septembre.

## Résumé
Laure, professeure et mariée, envie la rage militante de sa fille aînée et Clément, célibataire de 50 ans, se lasse de YouPorn.

## Réception critique
À sa parution, le roman reçoit globalement une presse élogieuse. Le Monde notamment souligne que « l'intelligence et l'humour de la romancière chauffent à blanc un thème vieux comme le monde » pour ce roman « si drôle et si déchirant ». Pour Télérama, cette « union invraisemblable de la carpe et du lapin » est traitée avec une « acerbe lucidité » grâce à une « écriture au canif, serrée, bravache, absolue, [qui] mérite reconnaissance », l'hebdomadaire lui accordant sa note maximum de TTT.
Les quatre critiques de la tribune littéraire du Masque et la Plume sont également unanimement positives et enthousiastes pour le roman, soulignant que malgré l'usage du thème le plus commun de la littérature, « l'adultère bourgeois », l'écrivaine propose avec un « talent fou » un grand livre actuel – sur le fond et la forme grâce à une « langue moderne et inventive » – au « réalisme rocambolesque » pouvant être considéré comme un « Bovary (Charles et Emma) 2021 ».

## Éditions et traduction
- Éditions Fayard, 2021  (ISBN 9782213720784), 360 p.[11]